# Songluoxiang (ort i Kina, Hubei Sheng, lat 31,65, long 110,60)
Songluoxiang (kinesiska: 宋洛乡) är en ort i Kina. Den ligger i provinsen Hubei, i den centrala delen av landet, omkring 370 kilometer väster om provinshuvudstaden Wuhan. Antalet invånare är 6 609. Befolkningen består av 2 931 kvinnor och 3 678 män. Barn under 15 år utgör 11,0 %, vuxna 15-64 år 75 %, och äldre över 65 år 12,0 %.
Runt Songluoxiang är det ganska tätbefolkat, med 60 invånare per kvadratkilometer. Songluoxiang är det största samhället i trakten. I omgivningarna runt Songluoxiang växer i huvudsak blandskog.
Genomsnittlig årsnederbörd är 1 119 millimeter. Den regnigaste månaden är augusti, med i genomsnitt 192 mm nederbörd, och den torraste är december, med 10 mm nederbörd.